# Лиу (Эстония)
Ли́у (эст. Liu) — деревня в муниципалитете Пярну уезда Пярнумаа, Эстония.   
До реформы местных самоуправлений Эстонии 2017 года входила в состав волости Аудру (упразднена).

## География и описание
Расположена в городе Пярну, в окрестностях мыса Лиу. Высота над уровнем моря — 5 метров.
C побережья деревни открывается красивый вид на место слияния Пярнуского и Рижского заливов. Далеко в море виден маяк малого острова Соргу. Этот каменистый остров — природный альпинарий и любимое прибежище морских птиц. В своё время там были построены крепкие кирпичные здания для служителей маяка, но в настоящее время остров безлюден, а маяк управляется с острова Манилайд.
Климат умеренный. Официальный язык — эстонский. Почтовый индекс — 88313.

## Население
По данным переписи населения 2021 года, в Лиу насчитывалось 104 жителя, из них 80 (78,4 %) — эстонцы.
По данным переписи населения 2011 года, в деревне проживали 77 человек, из них 75 (97,4 %) — эстонцы.
Численность населения деревни Лиу по данным переписей населения СССР и Департамента статистики Эстонии:
| Год  | 1959 | 1970  | 1979  | 1989  | 2000  | 2011 | 2017  | 2018  | 2019  | 2020  | 2021  |
| ---- | ---- | ----- | ----- | ----- | ----- | ---- | ----- | ----- | ----- | ----- | ----- |
| Чел. | 155  | ↗ 213 | ↗ 287 | ↘ 205 | ↘ 120 | ↘ 77 | ↗ 102 | ↗ 109 | ↗ 113 | ↗ 117 | ↘ 104 |

## История
В письменных источниках 1500-х годов упоминается Liku (деревня), 1534 года — Liuohe, 1638 года — Luhk (деревня), 1680–1684 годов — Liuge Kylla.
На военно-топографических картах Российской империи (1846–1897 годы), в состав которой входила Лифляндская губерния, деревня обозначена как Лiу.

## Инфраструктура
В деревне есть бесплатный малый порт.